# 身份证
身份证（英語：Identity Card）是身份证明文件当中的一种，一般为长方形卡片，且通常註有持證人的姓名、照片、出生日期、個人身分號碼等身分信息。早期的身份证大多为纸质，需要以手工形式，使用打字机甚至手写的方式制作，现在则一般为塑料制且内置芯片。
并非所有国家都实行身份证制度，事实上在不少国家中身份证并非强制性制度，甚至不存在身份证制度，这些国家的居民一般会选择使用其他的身份证明文件，如驾照、护照、保险卡等。

## 歷史
中國於唐朝時已出現身分證的雛形，朝廷發給官員「魚符」，以木頭或金屬精製而成的。其形狀像魚，分左右兩片，上鑿小孔，以便繫佩，上面刻有官員姓名、任職衙門及官居品級等。
給各階層民眾使用的身分證於明朝出現，稱為「牙牌」，刻有持牌人的姓名、職務、履歷以及所在的衙門，不但官員會使用，並開始向中下階層發展。某些府邸出入的人不論貴賤都要佩帶。传统的纸版配照片式身分证已经很少，现代身分证多是采取高技术的智能卡形式，具备由计算机进行扫描和阅读的能力。

## 各地情形

### 英國
英联邦在第一次世界大战期间首次发行了强制的身分证，但在1919年时取消。在第二次世界大战时又重新引入身分证，但在战争结束7年后的1952年又废除了，原因是广大公众对Willcock v Muckle案件的愤怒到达了高潮，此案件中Clarence Henry Willcock在违规驾驶时被警察拦下后拒绝出示他的身分证。尽管他输了官司，然而法院一致认同他的观点，即身分证存在是不适当的。
尽管如此，还是有些国务大臣建议重新引入身分证制度，在各式各样的理由下，2003年，那时的国务大臣大卫·布兰基特说英国政府打算引进一种基于生物技术的国内身分证计划，同时使用数据库记录居民的人口，而这将在2013年前强制实行。英國內政部认为这种身分证可打击国际恐怖分子活动，35%的恐怖分子使用虚假的身分旅行。最近以来，政府也声称这种身分证将帮助阻止非法移民，“健康旅行”，骗取津贴以及偷窃身分，并且生物护照也将让英国国民更易到美国旅行。

### 美國
美国目前还没有真正的全国身分证，这是由于全国范围内都没有这样的联邦机构拥有足够司法权可以发布给所有美国公民身分证。所有立法机构都尝试创建一个这样的机构，但是都失败了，主要原因是来自于自由意志主义者和保守派政治家的强烈反对，他们把这种全国性的身分证看作是极权主义者控制社会的象征，自由派人士也反对，原因在於身分证会限制甚至剝奪了公民權利及政治權利，特別是投票權，因为不少的少數族裔公民並無持有身分证。
然而，由於各種需要身份認證的需要，現時美國的社會安全號碼以及駕駛執照的功效已類同於身分證。地方车管所（DMV）也可以为没有驾照的人发State ID来作为证件。而2005年，美国Real ID法案通过后，美国也有关于全国性身份证的争论。

### 中華民國（臺灣）

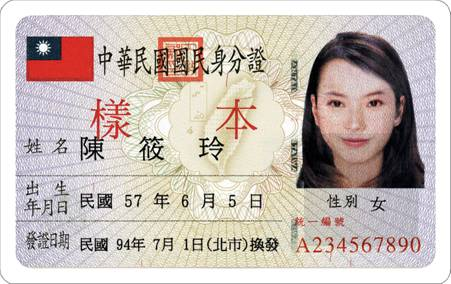
中華民國94年第六代國民身分證正面樣張

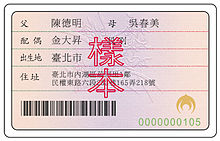
中華民國94年第六代國民身分證背面樣張

中華民國的身分證稱為「中華民國國民身分證」。依中華民國《戶籍法》第五十七條規定：「有戶籍國民年滿十四歲者，應申請初領國民身分證，未滿十四歲者，得申請發給。國民身分證、戶口名簿，滅失或遺失者，應申請補領。」
第五代身分證是1985年起所換發，但因發行多年，已嚴重被偽造用以犯罪。在2000年初起就開始研議更換新身分證，原先身分證上有象徵華人的龍圖案，由於「龍」宗教上有敏感性，故被一些信奉亞伯拉罕諸教等人士所反對。經過數年設計，正式版本於2004年定稿。原預定於2005年7月起全面換發，但因為中華民國法律《戶籍法》第八條有規定請領及補發身分證需要按捺指紋，被質疑侵犯人權，因此司法院大法官採取緊急處分權決定暫緩，並於同年9月的大法官會議做成司法院釋字第603號解釋，裁定《戶籍法》中按捺指紋的規定違憲失效。後於同年12月21日起開始換發第六代中華民國身分證，至2006年12月31日換發完畢。此次換發新身分證與以往不同的是，不再以顏色區分性別，但對於照片的規定嚴格許多；也因為有強制露出耳朵的規定，被部分耳朵缺損（小耳症等）人士所抗議。
行政院原定於2020年10月開始換發第七代數位身分證，受疫情影響而延後。而原定於2021年1至6月澎湖縣、新竹市及新北市進行小規模試行換發作業，7月啟動全面換發作業，惟因社會各界對政府資訊安全及個人資料隱私保護多有疑慮，新竹市政府亦宣布決定暫緩試辦，因此行政院在2021年1月21日決議暫緩推動，待制定數位身分識別證專法後再行辦理。
中華民國國軍原本是以「軍人補給證」做為軍用身分證件，1969年改成中華民國軍人身分證。

### 馬來西亞
馬來西亞身份證被稱為“大馬卡”（馬來西亞人通常稱為“IC”）。《1959年馬來西亞國民註冊法令》（英語：Laws of Malaysia Act 78 - NATIONAL REGISTRATION ACT, 1959）規定，年滿12歲擁有馬來西亞國籍的馬來西亞公民需在3個月內到國民登記處申請并領取身份證，剛出生的且符合資格註冊公民的嬰兒想成為馬來西亞公民也需要到國民登記處申辦出生證以及兒童大馬卡（兒童身份證）。
馬來西亞于2001年發行大馬卡，是全世界第一個使用“多用途智能卡”取代身份證的國家，也是第一個在身份證上使用微芯片技術的國家，馬來西亞于1998年研發該技術，也是全世界第一個研發這項技術的國家，馬來西亞政府撥款并透過國內的IRIS Corporation公司研發這項技術。自馬來西亞推出使用此技術技術的身份證后，世界各國也紛紛推出類似的卡取代身份證。
馬來西亞身份證為一張使用微芯片技術的多用途智能卡，持有身份證大馬卡（兒童大馬卡以及永久居留證除外）的民眾可使用身份證缴付公共交通费、缴付过路费、缴付停车费、进行网络交易、到各大银行提款或存款、上网更新资料、電子錢包、记录健康资料（基本健康資料，例如血型等，加快医疗方面的诊断程序）、到商店購買并支付商品款项等等。此外大馬卡身份證（永久居留證除外）里包含马来西亚护照资料，以方便移民局处理出入国事务。未来马来西亚政府也打算以身份證大馬卡取代驾驶执照。
馬來西亞身份證（大馬卡）上所可以看到的文字資料不多，其原因是因為所有資料已被記載在身份證上的芯片裏面。該芯片在普通商店里所使用的政府授權機器讀取的情況下只能獲取非常基本的資料，其他重要資料則需要政府部門的特別機器才可讀取，保護隱私也提供安全保障，避免資料被盜。
- 正面：身份證號、芯片位置、姓名、地址、照片、另有防偽照片以及性別。
- 背面：國民登記局局長簽名，持有人的身份證號。

大馬卡的類型會因該人的身份而有所不同。
- MyKad（大馬卡）：滿12歲的普通馬來西亞公民所使用的身份證。
- MyKid（兒童大馬卡）：未滿12歲的普通馬來西亞公民所使用的兒童身份證。
- MyTentera（軍人大馬卡）：現服役于馬來西亞武裝部隊的軍人所使用的軍人身份證。
- MyPolis（警察大馬卡）：現在馬來西亞皇家警察部隊服務的警察所使用的警察身份證。
- MyPR（永久居留證）：擁有馬來西亞永久居留權的外國公民所使用的永久居留證，設計與普通身份證差距並不很大，但其颜色为红色。

根據馬來西亞國籍法（英語：Malaysian Nationality Law）以及馬來西亞聯邦憲法（英語：Federal Constitution of Malaysia）第三章第二節第二十三條第一款以及第三章第二節第二十四條，如一位擁有馬來西亞國籍的馬來西亞公民得到他國的公民權（英國例外），馬來西亞聯邦政府有權利在有通知的情況下立即下令剝奪該人的馬來西亞國籍、馬來西亞公民權，并停止該人的馬來西亞身份證（大馬卡）以及馬來西亞護照。當該人再回國時也將不能以馬來西亞公民之身份入境，但該人可以使用他國護照和他國公民的身份入境馬來西亞。

### 中華人民共和國

#### 中国大陆居民身份证
1984年4月6日，中國大陸开始实行居民身份证制度。国务院发布《中华人民共和国居民身份证试行条例》。并且开始颁发第一代居民身份证。第一代居民身份证采用印刷和照相翻拍技术塑封而成，比较容易被伪造。
2003年6月28日，全国人大通过了《中华人民共和国居民身份证法》，此中规定居住在中华人民共和国境内的年满十六周岁的中国公民，应当申请领取居民身份证；未满十六周岁的中国公民，也可以依照本法的规定申请领取居民身份证。
2004年3月29日起中国大陆正式开始为居民换發内藏非接触式IC卡智能芯片的第二代居民身份证，公安部表示，居民身份证更新换代工作将在2008年前全部完成。第二代身分证较第一代身分证做了很多改进。第二代身分证表面采用防伪膜和印刷防伪技术，使用个人彩色照片，而且内置了数字芯片，采用了数字防伪措施，存有个人图像和信息，可以用机器读取。还采用了更大字库，目的在于解决人名地名中的冷僻字问题。《中华人民共和国居民身份证法》第一章总则第五条规定：十六周岁以上公民的居民身份证的有效期为十年、二十年、长期。十六周岁至二十五周岁的，发给有效期十年的居民身份证；二十六周岁至四十五周岁的，发给有效期二十年的居民身份证；四十六周岁以上的，发给长期有效的居民身份证。
未满十六周岁的公民，自愿申请领取居民身份证的，发给有效期五年的居民身份证。
自2012年1月1日起，公民申请领取、换领、补领居民身份证，应当登记指纹信息。如果已持有未登记指纹的旧证，登记后即换發新证。自2013年1月1日起，第一代身份证失效，居民只能使用第二代身份证。
除普通公民外，不具有户籍和居民身份证的现役军人、解放军离休干部等人士，则领取相应的身份证件。

#### 香港身份證
香港身份證由香港特別行政區政府入境事務處簽發。香港法例規定凡年滿11歲或在香港逗留多於180天人士，皆需於年滿11歲後或抵港30天內登記領取身分證。年滿11歲的兒童所領取的身分證為兒童身分證，並必須於年滿十八歲後更換為成人身份證。現在香港使用的身分證屬第七代身分證－智能身分證，取代上一代舊有電腦證，並逐步失效。智能身分證除了可以作一般出入境及身分認證用途外，還可以用作網上電子證書或作為公共圖書館的圖書證。每張香港身分證上，均會在姓名一欄下面，印有中文电码，以方便政府或機構作輸入姓名之用。
如果香港永久性居民身份證持有人因需要更換新證或因丟失舊證而要補領，在新證未發出前入境事務處會發出「申請香港永久性居民身份證收據」。此收據具臨時身份證的功能，但不能用作出入境香港之用。

#### 澳門身份證
澳門居民身份證由澳門特別行政區政府身份證明局簽發，是澳門居民的主要身份證明文件。
2010年，根據第9/2010號行政法規《澳門特別行政區難民身份證規章》，身份證明局有權向獲難民資格的人士發出難民身份證。

#### 港澳台居民居住证
由于中国大陆已普遍使用相应的居民身份证作为通用的身份证明文件，与港澳台居民在中国大陆作为身份证明文件的通行证件（港澳居民往来内地通行证或台湾居民往来大陆通行证）格式并不适配，中国公安部于2018年开始签发与居民身份证格式标准相近的港澳台居民居住证给常住中国大陆的港澳台居民申请，作为对应的在中国大陆使用的身份证明文件。

### 其他国家/地区

#### 強制性身分證實施國及實施地區
强制性身分证可能只是在一定年龄之後开始生效。条款中的「强制」一词在不同的国家可能有不同的意义。通常，如果没有身分证，可能会被颁发一张罰款單，或者有些情况下，没有身分证会被拘留，直到身分被确认。
- 比利時：State Registry （页面存档备份，存于）（荷兰语，法语或德语，在12歲時首於發行，強制於15歲）
- 愛沙尼亞：id.ee （页面存档备份，存于）（爱沙尼亚语）
- 德國：（德语）
- 以色列：（16岁开始颁发，18岁强制执行）
- 韓國：（住民登录证，17岁强制执行）
- 波蘭：（18岁）
- 羅馬尼亞：Carte de identitate（14岁）
- 新加坡：国民身份证 Immigration & Checkpoints Authority（15岁）
- 西班牙：Documento Nacional de Identidad（DNI）
- 香港：香港永久性居民身份證（ ，11歲強制執行）

此外有：克羅地亞、埃及、希臘、盧森堡和泰國。

#### 非強制性身分證實施國
澳大利亚（公民認證）、芬蘭、法國、日本、瑞典和瑞士實行非強制性身分證。例如日本可取得個人編號卡，自由領取。
丹麥、挪威、冰島沒有官方的國家身分證。上述国家雖無公民身分证，但有其他形式的证件佐證就可以，如：護照、驾驶执照、社會保險帳戶、出生證明等。

## 身分證支持方、反對方爭論

### 支持方
支持身分證的人士指出：
- 身分證是一個有用的行政工具來增加政府的行政效率。
- 可以減少罪案，避免隱匿及頂替身分。
- 國民私領域間的身份證利用，能減少核對身份的交易成本，促進社會繁榮。
- 要求國民同時擁有身份證、健保卡、駕照、戶籍可以減少被冒名的機率，例如電信公司可以要求申請者提出雙證件證明，這代表當只遺失一份證件，被冒名的風險不高。
- 對於无法自行表明身份的人（如路邊暴斃的死者），透過隨身攜帶的身份證可以確知身分。
- 執法人員可於街上抽查身分證時可得知被抽查者是否患有多重人格分裂，而當時其運作之人格並非其原人格；或可幫助尋回不能說出自己姓名之人士，如老人癡呆症患者。

### 反對方
反對身分證的人認為：
- 身分證可讓政府以一紙證件讓人民沒有隱私權及人格權。
- 政府对于身分证的使用方式能够使得政府对于公民的监视变得更为简易，比如在何种状况之下实行身分证制度，身分证相关的信息是否/如何存储于数据库中等等。
- 在倚賴身分證的國家，人民通常必須以身份證作為人格表彰，不出示身分證將完全被拒絕於各種社會制度外，喪失人格主體性。
- 身份證的許多方便性是建立在「多數國民都經常隨身攜帶身份證」的條件上，但如果強制攜帶身份證，會造成國民痛苦與麻煩（例如身份證遺失率大增）。
- 遺失與冒用身分證不可避免。